# Thiên văn học Hy Lạp cổ đại

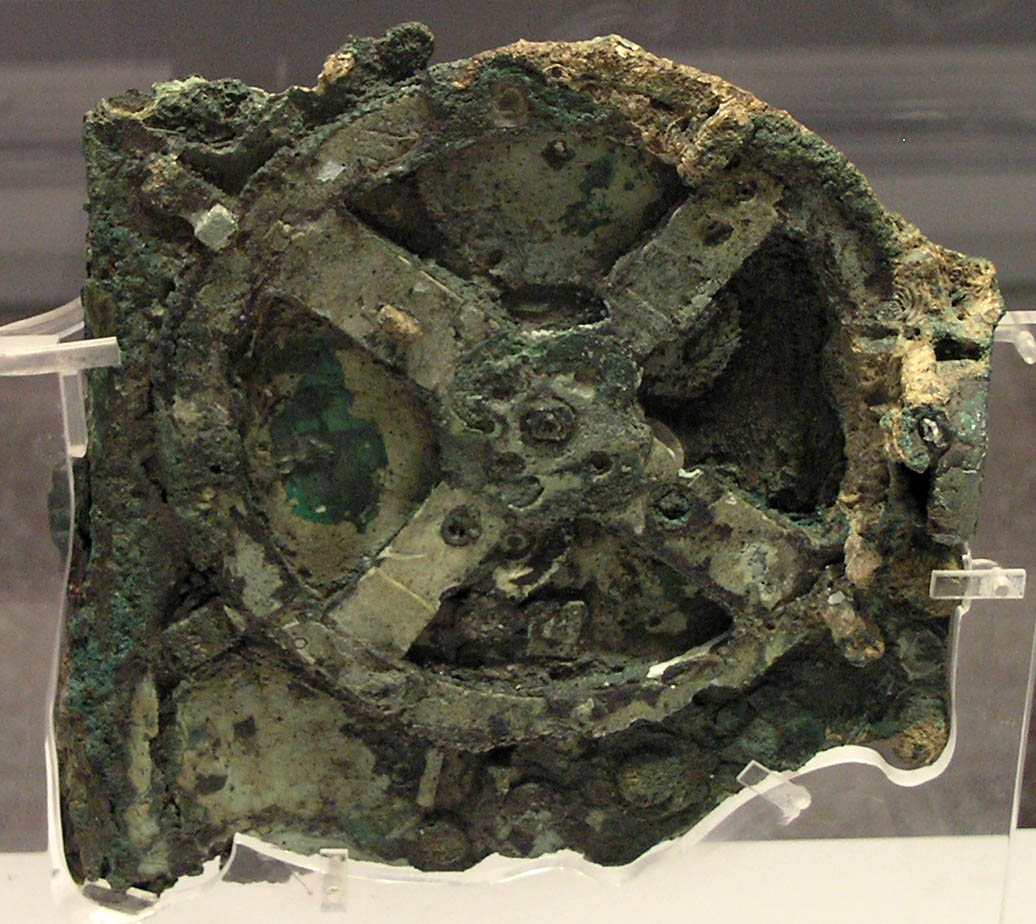
Máy Antikythera là một chiếc máy tính analog trong khoảng thời gian từ 150TCN đến 100TCN được thiết kế để tính toán vị trí của các vật thể thiên văn

Thiên văn học Hy Lạp cổ đại là nền thiên văn học được viết trong tiếng Hy Lạp vào thời cổ đại. Nền thiên văn học này bao gồm nền nền thiên văn học của Hy Lạp cổ đại, của thế giới Hy Lạp hóa, Hy-La và hậu kỳ sau đó. Nó không bị giới hạn về mặt địa lý trong khuôn khổ của Hy Lạp hay người Hy Lạp bởi vì tiếng Hy Lạp đã trở thành ngôn ngữ của giới học giả trong thế giới Hy Lạp hóa nằm trong các cuộc chinh phục của Alexander Đại đế. Vì thế, nền thiên văn học Hy Lạp cổ đại được biết đến với cái tên thiên văn học Hy Lạp hóa, trong khi đó nền thiên văn học trong tiếng Hy Lạp thuộc thời kỳ trước đó được gọi là thiên văn học Hy Lạp cổ điển. Dưới thời Hy Lạp hóa và thời La Mã, hầu hết các nhà thiên văn người Hy Lạp và không phải người Hy Lạp làm việc trong truyền thống của Hy Lạp, nghiên cứu ở Musaeum và thư viện Alexandria ở Ai Cập.
Sự phát triển của thiên văn học của các nhà thiên văn học Hy Lạp và Hy Lạp hóa được xem xét bởi các nhà sử học là một phần lớn trong lịch sử thiên văn học. Thiên văn học Hy Lạp đã được đặc tính hóa từ việc tìm ra cách giải thích mang tính chất vật lý và tận gốc cho các hiện tượng vũ trụ. Hầu như các chòm sao ở Bắc Bán cầu có nguồn gốc từ thiên văn học Hy Lạp. Tên của nhiều ngôi sao, thiên thạch và hành tinh cũng xuất phát từ nền thiên văn học này. Thiên văn học Hy Lạp bị ảnh hưởng bởi thiên văn học Ai Cập và thiên văn học Babylon. Đến lượt mình, nền thiên văn học Hy Lạp ảnh hưởng đến thiên văn học Ấn Độ, thiên văn học Ả Rập và thiên văn học Tây Âu.

## Thiên văn học Hy Lạp cổ xưa

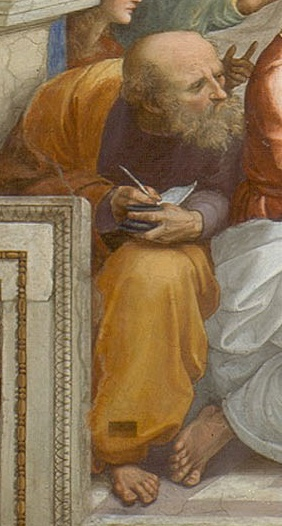
Anaximander

Tài liệu về các ngôi sao và chòm sao có thể được xác định đã xuất hiện trong các tác phẩm của Homer và Hesiod, những ví dụ mới nhất của nền văn minh Hy Lạp cổ đại. Trong những văn bản cổ nhất châu Âu, Iliad và Odyssey Homer đã đưa các hiện tượng thiên văn vào trong tác phẩm của mình, bao gồm các pha tối của Mặt Trời. Các pha tối này có thể cho phép việc định ra ngày tháng của những sự kiện trong những tác phẩm này, đồng thời việc tính toán thời gian trở nên có thể, đặc biệt là khi các hiện tượng vũ trụ xảy ra đồng thời.
Trong Iliad và Odyssey, Homer đã đề cập đến các vật thể vũ trụ sau:
- Chòm sao Boötes
- Quần tinh Hyades
- Chòm sao Orion
- Quần tinh Pleiades
- Sirius, sao chó
- Chòm sao Đại Hùng

Trong khi đó, Hesiod, tác giả trong đầu thế kỷ 7 TCN, đã thêm sao Arcturus trong lịch thơ Việc làm và Ngày. Mặc dù cả Homer và Hesiod đều không có tác phẩm khoa học, họ đã tạo ra một điểm nhấn sơ bộ của vũ trụ học về Trái Đất phẳng được bao quanh bởi Sông Đại Dương. Một vài ngôi sao ngoi lên và lặn xuống (biến mất trong biển trong cách nhìn của người Hy Lạp), những ngôi sao khác là các chòm sao ở cực. Vào những thời điểm xác định của năm, những ngôi xác định sẽ ngoi lên và lặn xuống cùng thời điểm Mặt Trời mọc và lặn.
Việc nghiên cứu về vũ trụ đã trở nên phổ biến trong triết học Tiền Socrates trong thế kỷ 6 TCN và thế kỷ 5 TCN. Anaximander (610 TCN - 546 TCN) đã mô tả một Trái Đất đi theo chu kỳ lơ lửng trong trung tâm của vũ trụ và được bao quanh bởi các vòng lửa. Philolaus (480 TCN - 405 TCN), một trong những người đã theo trường phái Pythagoras, đã mô tả một vũ trụ với sao, hành tinh, Mặt Trời, Mặt Trăng và Trái Đất và một phản Trái Đất có tên Antichthon, tất cả đều quay quanh một vật thể không được nhìn thấy. Có những báo cáo đã chỉ ra rằng các nhà thiên văn học trong thế kỷ 6 và 5 TCN đã nhận ra sự xuất hiện của các hành tinh và suy đoán về cấu trúc của vũ trụ. Đồng thời, có một mô tả rất chi tiết về vũ trụ, Mặt Trời, Mặt Trăng, Trái Đất được tìm thấy trong Orphism, có niên đại vào cuối thế kỷ 5 TCN hoặc có thể lâu hơn. Với những mô tả của những bài thơ Orphic chúng ta có thể tìm được thông tin đáng kể cho rằng Trái Đất là hình cầu, nó có một trục giả tưởng và quay quanh cái trục đó trong vòng một ngày. Đồng thời, nó có 3 vùng khí hậu và Mặt Trời hấp dẫn những ngôi sao và hành tinh.

### Các hành tinh trong thiên văn học Hy Lạp thời kỳ đầu

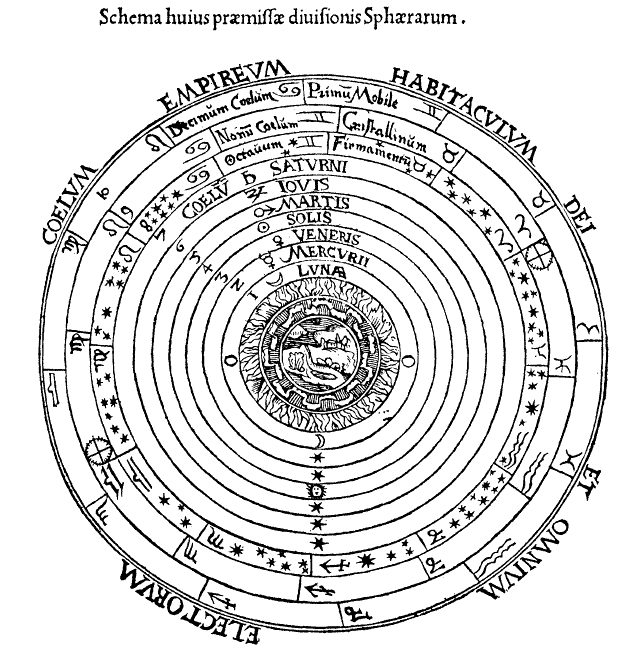
Bức họa thời kỳ Phục hưng mô tả mô hình hai quả cầu

Khái niệm "hành tinh" đến từ từ tiếng Hy Lạp πλανήτης (planētēs) có nghĩa là "những người đi lang thang". Đồng thời các nhà thiên văn học cổ đại đã lưu ý rằng những tia sáng được xác định của các hành tinh di chuyển nganng bầu trời trong mối quan hệ với các ngôi sao khác. Năm hành tinh được nhìn thấy với mắ thường là: Thủy tinh, Kim tinh, Hỏa tinh, Mộc tinh và Thổ tinh. Những tên Hy Lap cho các hành tinh này là: Hermes, Aphrodite, Ares, Zeus và Cronus. Thỉnh thoảng các ngôi sao sáng, Mặt Trời và Mặt Trăng đã được thêm vào danh sách những hành tinh có thể được nhìn thấy bằng mắt thường để tạo ra một nhóm đầy đủ. Vì các hành tinh không xuất hiện trong khoảng thời gian mà Mặt Trời xuất hiện, người ta hay xác định nhóm năm hành tinh được kể ở trên. Quan sát Kim tinh đã không mang tính chất cởi mở. Những người Hy Lạp thời kỳ đầu đã nghĩ rằng đêm và ngày trên Kim tinh thể hiện hai vật thể khác nhau, được gọi là sao hôm (khi nó xuất hiện vào bầu trời đêm ở phía tây) và sao mai (khi nó xuất hiện vào bầu trời ngày ở phía đông). Họ tiến tới nhận ra rằng cả hai vật thể này là cùng một hành tinh. Pythagoras được cho là một trong những người nhận ra điều này.

## Thiên văn học củaEudoxus
Trong Hy Lạp cổ điển, thiên văn học được xét đến là một ngành của toán học. Các nhà thiên văn học thời kỳ này mưu cầu một thiết kế ra những mô hình hình học có thể mô tả sư xuất hiện của các chuyển động vũ trụ. Truyền thống này đã bắt đầu với trường phái Pythagoras những người đã đặt thiên văn học vào một trong 4 môn nghệ thuật toán học (cùng với số học, hình học và âm nhạc). Những nghiên cứu về số bao gồm bốn lĩnh vực này sau này dược gọi là Quadrivium.
Mặc dù không phải là một nhà toán học, Plato (427 TCN - 347 TCN) đã thêm quadrivium như là nền tảng của giáo dục triết học trong tác phẩm Cộng hòa. Ông đã khuyến khích một nhà toán học trẻ tuổi hơn mình là Eudoxus (410 TCN - 347 TCN) để phát triển một hệ thống của thiên văn học Hy Lạp. Theo như nhà sử học hiện đại về khoa học David Lindberg: "Trong tác phẩm của hai người, chúng ta tìm được sự luân phiên của các ngôi sao trong mối quan tâm về các hánh tinh, sự sáng tạo của mô hình hình học, "mô hình hai quả cầu" đại diện cho các vì sao và các hiện tượng của các hành tinh, và sự tạo ra của tiêu chuẩn điều hành những lý thuyết được thiết kế dành cho những quan sát các hành tinh".
"Mô hình hai quả cầu" là một mô hình hình học chia vũ trụ thành hai khu vực, một là Trái Đất trung tâm và bất động (quả cầu con) và một vương quốc quả cầu thiên đường lấy Trái Đất làm trung tâm, có thể bao gồm nhiều quả cầu khác được là từ aether.
Cuốn sách chủ yếu của Plato về vũ trụ học là Timaeus và Cộng hòa. Ông đã mô tả mô hình hai quả cầu và nói rằng có 8 đường tròn hay hình cầu cho 7 hành tinh và các vì sao. Theo Huyền thoại Er trong cuốn Cộng hòa, vũ trụ là Trục chính của Sự cần thiết được điều hành bởi Sirens và được quay bởi ba người con gái của Chúa Cần thiết.
Theo như một câu chuyện được ghi lại bởi Simplicius (thế kỷ 6 TCN), Plato đã đặt một câu hỏi dành cho các nhà toán học đương thời: "Những chuyển động rõ ràng của các hành tinh có thể được giải thích bằng giả sử của những chuyển động có trật tự và đồng thời nào?" Plato đã dề xuất một chuyển động lang thang mất trật tự (có vẻ vậy) của các hành tinh có thể được giải thích băng sự kết hợp của những chuyển động vòng tròn đồng thời lấy Trái Đất làm trung tâm. Đây rõ ràng là một đề xuất mới lạ vào thế kỷ 4 TCN.
Eudoxus đã thúc đẩy sự thách thức bằng việc phân chia cho mỗi hành tinh một tập hợp của những quả cầu đồng tâm. Bằng việc đặt tên các trục của các quả cầu và phân chia mỗi một thời kỳ của một quá trình, ông có thể làm cho gần với "sự biểu diễn" vũ trụ. Vì thế, ông là người đầu tiên cố gắng có những mô tả toán học cho chuyển động của các hành tinh. Một ý kiến tổng quát trong tác phẩm Về Tốc độ, sách của ông về các hành tinh, có thể được lấy ý tưởng từ cuốn Siêu hình học của Aristotle và một bình luận của Simplicius về tác phẩm De caelo, một tác phẩm khác của Aristotle. Bởi vì các tác phẩm của Eudoxus đã bị mất, sự hiểu biết của chúng ta về ông chỉ được dựa vào những nguồn thứ hai. Bài thơ của Aratus về thiên văn học được dựa trên một tác phẩm của Eudoxus. Và có lẽ Sphaerics của Theodosius của Bithynia. Họ đưa ra một cái nhìn về các tác phẩm của Eudoxus về thiên văn học hình cầu cũng như những chuyển động của các hành tinh.
Callippus, một nhà thiên văn học người Hy Lạp vào thế kỷ 4 TCN, đã thêm 7 quả cầu vào hệ thống 27 quả cầu của Eudoxus (ngoài các quả cầu hành tinh, Eudoxus đã thêm một quả cầu gồm nhiều ngôi sao). Aristotle đã mô tả những hệ thống này, nhưng nhấn mạnh về việc thêm một quả cầu "không quay" giữa mỗi tập hợp các quả cầu để ngừng chuyển động của tập hợp bên ngoài. Aristotle được xem xét về tự nhiên vậy lý của hệ thống; không có những thứ không quay, những chuyển động bên ngoài có thẻ dược chuyển vào những chuyển động bên trong.

## Thiên văn học Hy Lạp hóa

### Mô hình các hành tinh và quan sát thiên văn
Mô hình của Eudoxus đã có một vài điểm bị chỉ trích. Một trong những điểm đó là sự không thể của nó trong việc tiên đoán các chuyển động một cách chính xác. Công việc của Callippus có thể là một nỗ lực để sửa chữa điểm yếu này. Một vấn đề liên quan là sự không thể trong mô hình của Eudoxus tại sao các hành tinh xuất hiện để thay đổi tốc độ. Một điểm yếu thứ ba là sự không thể của nó trong việc giải thích sự thay đổi độ sáng của các hành tinh cũng như Trái Đất. Bpir vì những quả cầu đồng tâm, những hành tinh sẽ luôn duy trì cùng khoảng cách với Trái Đất. Vấn đề đã được nêu ra bởi tác phẩm Cổ xưa của Autolycus (Khoảng 310 TCN).
Apollonius (khoảng 262 TCN - khoảng 192 TCN) đã trả lời cho những vấn đề này bằng việc giới thiệu hai kỹ thuật mới cho phép một hành tinh có thể thay đổi khoảng cách và tốc độ của nó: sự lệch tâm và ngoại luân và dẫn dắt. Cái để dẫn là một đường tròn mang các hành tinh xung quanh Trái Đất (Từ "để dẫn" xuất phát từ tiếng Hy Lạp φέρω (fero) và tiếng Latin ferro, ferre). Một cái dẫn lệch tâm là yếu ớt ở trung tâm là Trái Đất. Trong một mô hình đường dẫn và ngoại luân, đường dẫn tạo ra một cái vòng tròn nhỏ hơn mang tên ngoại luân, đường tròn trở thành quỹ đạo của hành tinh. Mô hình này có thể bắt chước mô hình ngoại luân và nó được gọi là định lý Apollonius. Nó có thể giải thích sự giật lùi, thứ xảy ra khi những hành tinh xuất hiện đảo ngược chuyển động của nó trên cung hoàng đạo trong một khoảng thời gian ngắn. Các nhà sử học hiện đại về thiên văn đã xác định mô hình của Eudoxus có thể chỉ gần tiếp cận sự giật lùi một cách sơ sài cho một vài hành tinh, không phải cho tất cả.
Trong thế kỷ 2 TCN, Hipparchus đã lưu ý về sự đúng đắn khác thường của thiên văn học Babylon có thể tiên đoán chuyển động của các hành tinh và cho rằng các nhà thiên văn học Hy Lạp đang tiệm cận đến mức độ này. Vì lý dó này ông đã sử dụng những quan sát hoặc của các nhà thiên văn học Babylon để có thể thiết kế những mô hình hình học tốt hơn. Về mặt trời, ông đã sử dụng một mô hình ngoại luân đơn giản dựa trên những quan sát equinoxes, mô hình này đã giải thích được tốc độ của Mặt Trời và độ dài khác nhau của các mùa. Đối với Mặt Trăng, ông sử dụng một mô hình đường dẫn và ngoại luâ. Ông đã không thể thiết kế được các mô hình chính xác cho những hành tinh đang tồn tại và chỉ trích các nhà thiên văn học khác vì các mô hình không chính xác của họ.
Hipparchus cũng đã tạo ra một danh mục sao. Theo như Pliny Cả, ông đã quan sát được một tân tinh. Vì vậy, những thế hệ sau có thể nói những ngôi sao sẽ đi về đâu: chết, chuyển động, hay thay đổi ánh sáng. Hipparchus đã ghi lại vị trí và độ sáng của các vì sao. Ptolemy đã lưu ý rằng danh mục này danh mục này có liên hệ với khám phá tuế sai của chính Hipparchus (Tuế sai của các equinoxes là chuyển động chậm khỏi vị trí ban đầu trên đường hoàng đạo, được tạo ra bởi sự thay đổi về vị trí của trục Trái Đất). Hipparchus đã nghĩ rằng tuế sai được tạo ra bởi sự chuyển động của quả cầu chứa các vì sao.

## Thuyết nhật tâm và quy mô vũ trụ

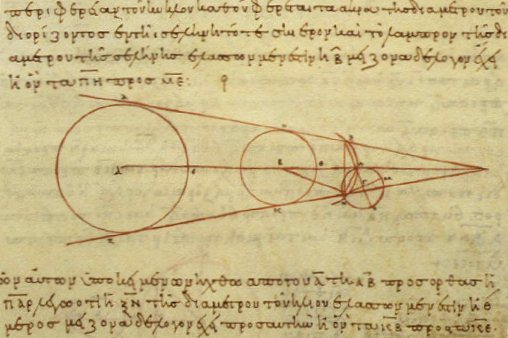
Tính toán của Aristarchus về chu vi tương đối của Mặt Trời, Mặt Trăng và Trái Đất. Hình đến từ một bản soao chép từ thế kỷ 10

Trong thế kỷ 3 TCN, Aristarchus đã đề xuất vũ trụ học bổ sung (sự sắp xếp của vũ trụ): mô hình nhật tâm của hệ Mặt Trời, đặc Mặt Trời, không Trái Đất là trung tâm của vũ trụ được biết đến (vì vậy ông được nhớ đến như là "Copernicus của Hy Lạp). Ý tưởng của ông đã không được đón nhận rộng rãi và chỉ có một vài tham khảo nhỏ còn được lưu giữ. Một trong những người nối tiếp của Aristarchus là Seleucus.
Aristarchus đã viết một cuốn sách có tên Về Chu vi và Khoảng cách của Mặt Trời và Mặt Trăng, tác phẩm duy nhất của ông con tồn tại cho đến bây giờ. Trong tác phẩm này, ông đã tính toán kích thước của Mặt Trời và Mặt Trăng cũng như khoảng cách tới Trái Đất bằng Radii Trái Đất. Sau đó không lâu, Eratosthenes đã tính được chu vi của Trái Đất, cung cấp thêm một giá trị vào Radii Trái Đất có thể đã được sử dụng trong tính toán của Aristarchus. Hipparchus cũng đã viết một Về Chu vi và Khoảng cách của Mặt Trời và Mặt Trăng khác, rất tiếc là tác phẩm này không còn tồn tại. Cả Aristarchus và Hipparchus đã đánh giá thấp khoảng cách từ Mặt Trời đến Trái Đất. 